# Angraecum brevicornu
Angraecum brevicornu är en orkidéart som beskrevs av Victor Samuel Summerhayes. Angraecum brevicornu ingår i släktet Angraecum och familjen orkidéer. Inga underarter finns listade i Catalogue of Life.